# 蒂雅·卡瑞拉

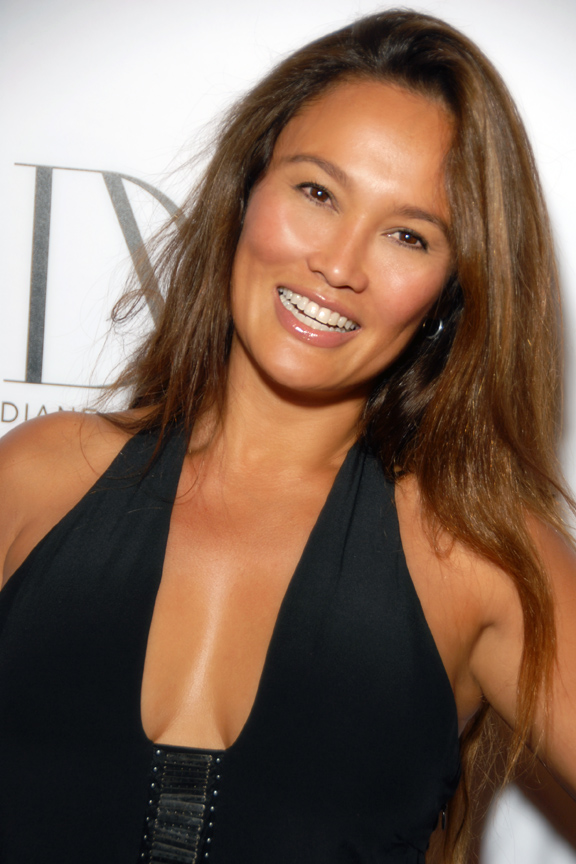
攝於2009年

奧爾西婭·雷·杜希尼奧·賈內羅（Althea Rae Duhinio Janairo，1967年1月2日—），藝名：蒂雅·卡瑞拉（Tia Carrere），美國藉菲律賓裔女演員，憑藉在日間肥皂劇《杏林春暖》的演出而為人認識。

## 外部連結
- 蒂雅·卡瑞拉在互联网电影资料库（IMDb）上的資料（英文）
- TCM电影资料库上蒂雅·卡瑞拉的资料（英文）
- 烂蕃茄上的Tia Carrere